# Музей народної архітектури, побуту та дитячої творчості в селі Прилісному
Музей народної архітектури, побуту та дитячої творчості в селі Прилісному Краматорського району — одна з найвизначніших пам'яток Донецької області. Комплекс просто неба складається з сільського подвір'я XIX століття — вітряка, хати, комори, кузні, колодязя, вуликів, зал зі зразками народної творчості Слобожанщини та єдиного в Україні музею дитячої творчості.

## Історія
Створення музею розпочалося в 1983 році з ініціативи Олександра Івановича Шевченка — краєзнавця, художника, вчителя, організатора дитячої художньої студії «Синій птах». Разом з групою ентузіастів і учнями він здійснював етнографічні експедиції, під час яких були виявлені пам'ятки народної архітектури та зібрані предмети матеріальної культури, народна пісня, казки. Експонати завозили зі всієї округи — із сіл Бригадировка, Сидорове, Маяки, вітряк — з Харківської області. Перш ніж везти, дбайливо розбирали і нумерували деталі, а потім на місці збирали, реставруючи. На території села знайдено три кам'яні скульптури, залишені кочівниками в IX—ХІІ ст., 5 курганів з кількома похованнями є свідченням доби бронзи та сарматсько-аланських часів. Музей просто неба в селі Прелесному — це, по суті, скансен однієї садиби. У 1992 році музей у Прелесному одержав статус державного і став філією Донецького обласного художнього музею.

## Архітектурний комплекс
Найвиразніша з будівель музею — дерев'яна, білена хата-чотиристінка, з дахом, вкритим очеретом — типове селянське житло Слобожанщини XIX — початку XX ст. Центральне місце в хаті займає вибілена і розписана піч — берегиня родинного вогнища. Поруч з піччю — мисник з керамічним посудом. Під вікнами ткацький верстат, великий стіл, мальовані й різьблені скрині. У святому куті ікони, прикрашені рушниками, квітами.
Комора, споруджена на чистому дворі підкреслювала рівень достатку господаря дому. В експозиції знаряддя праці та вироби майстрів по дереву: ярма, сани, колеса, гребінки, колоди.

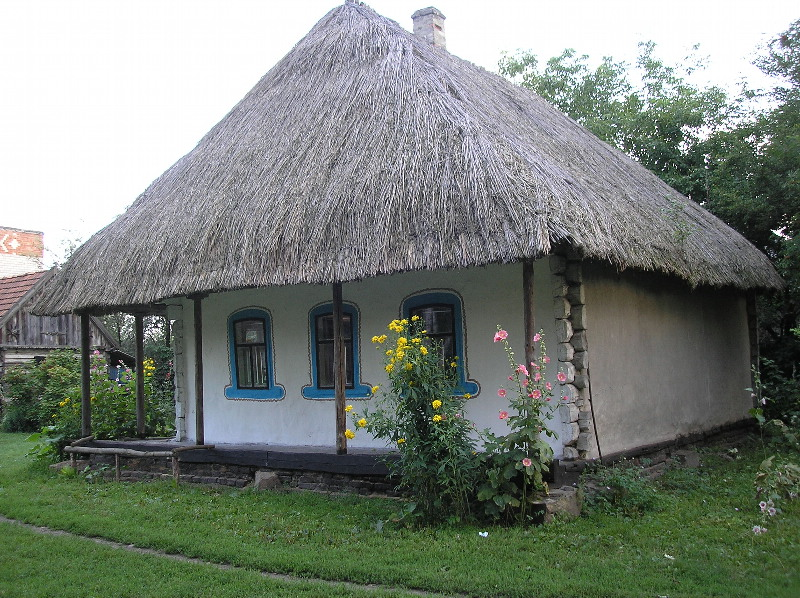
Хата
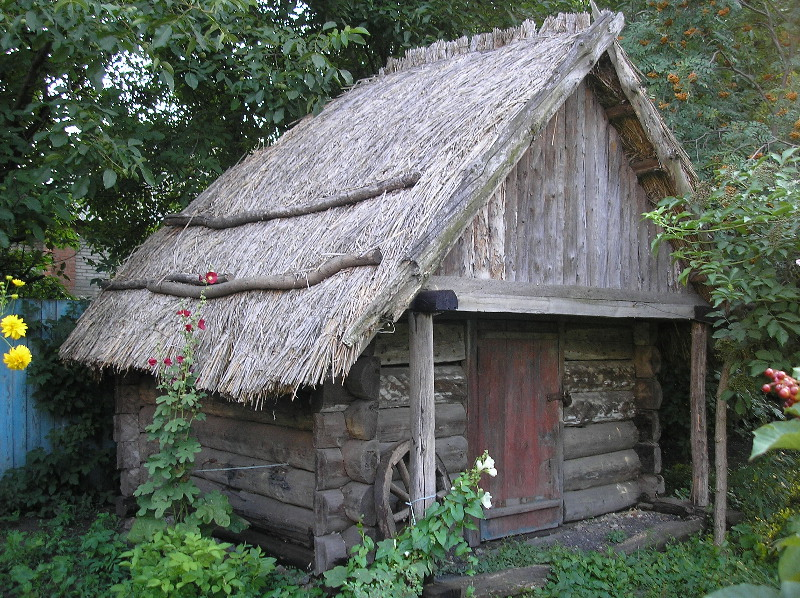
Комора
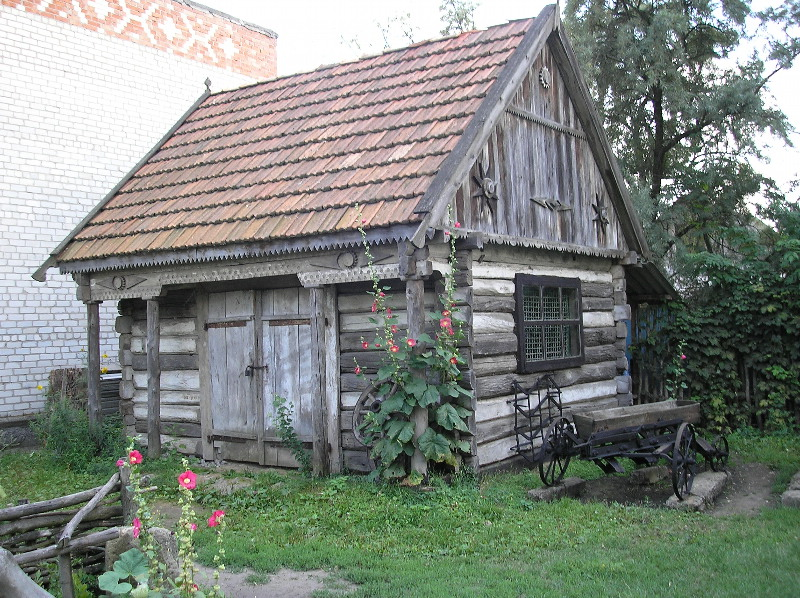
Кузня

Поруч розташована кузня з діючими експонатами — горном та ковадлом з малим та великим молотками. Також в кузні зібрані металеві вироби: серпи, коси, сапи, ножі, плуги, борони.
Особливого колориту музейному комплексу надає старовинний вітряк, якому майже 200 років. Вітряк подарований музею жителями села Бригадирівка Харківської області та відреставрований майстрами із села Троїцького. У млині було замінено третину колод. Двоповерховий вітряк — справжня гордість села. Усередині його теж є не менш цікаві речі — величезне колесо механізму млина, жорна, сільгоспінвентар, біля якого прикріплене цікаве пояснення, що на такій техніці селяни Слобідської України вирощували стільки хліба, що його експортували в 57 країн.

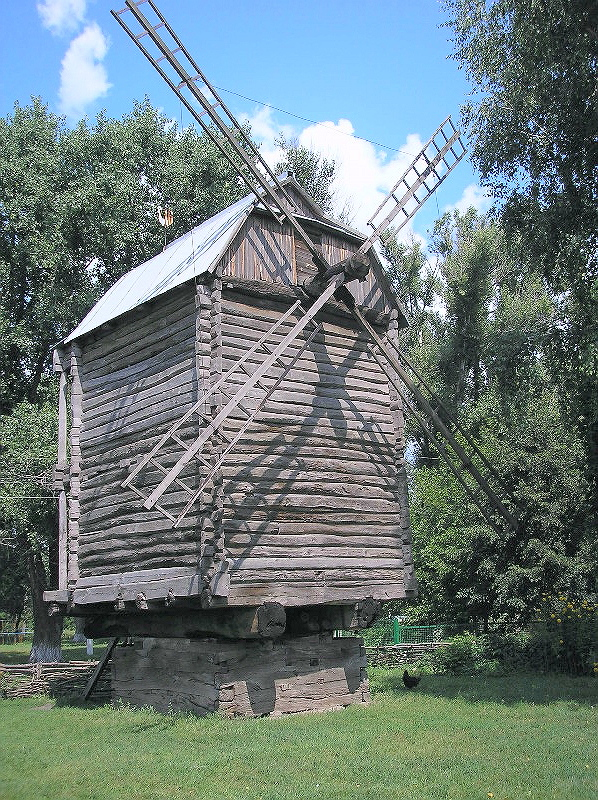
Вітряк
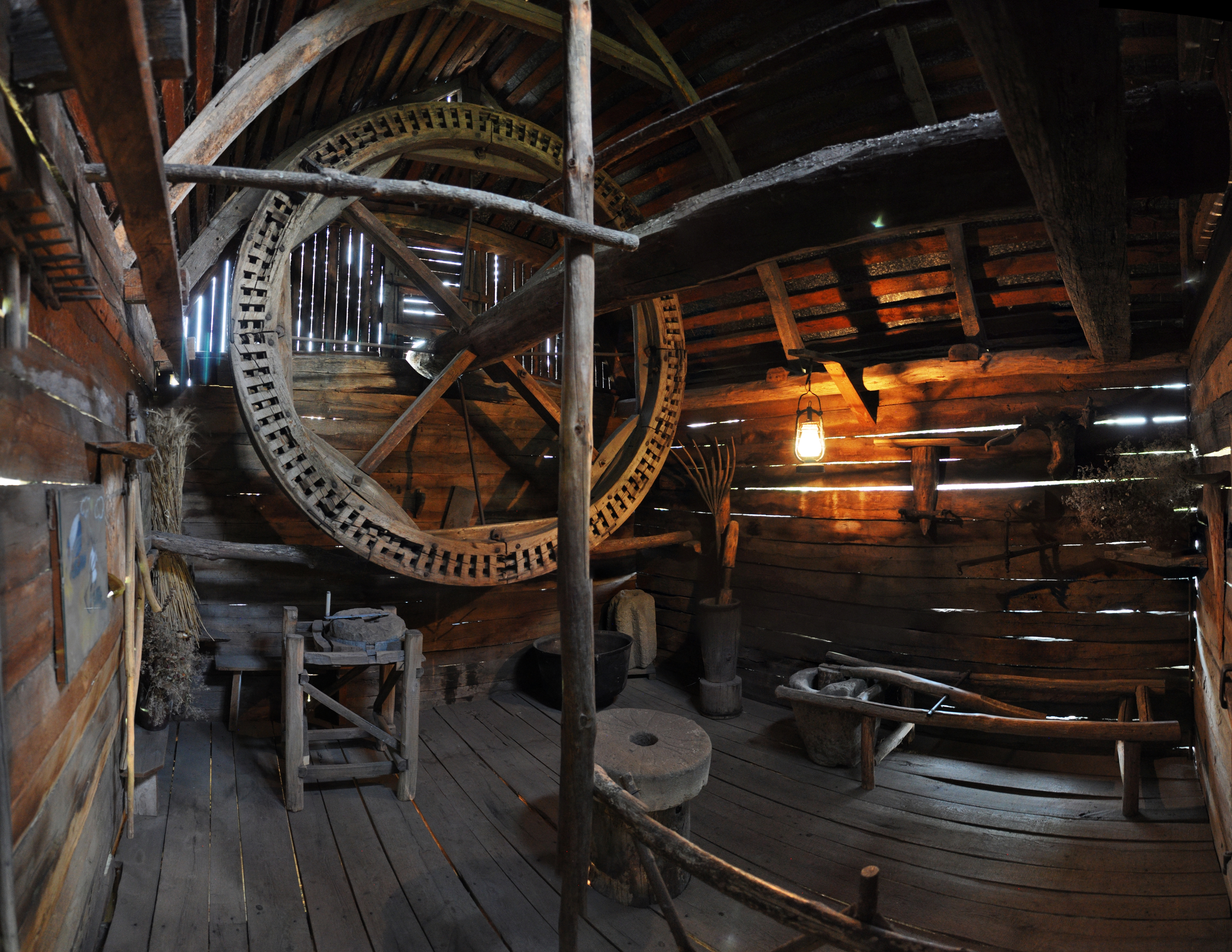
Всередині вітряка

## Експозиція музею

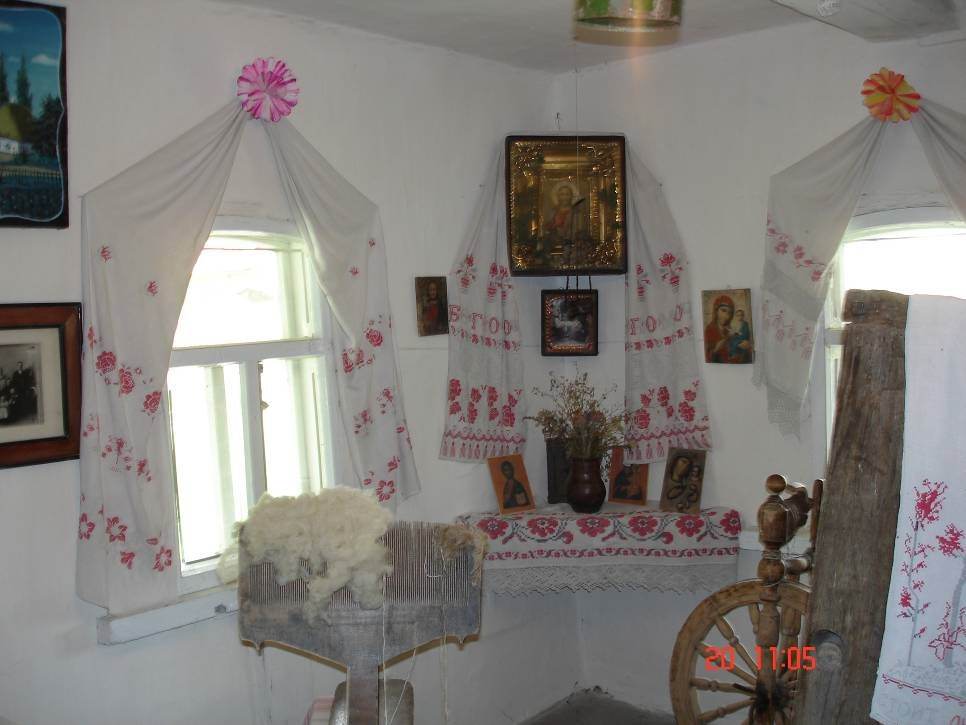
Святий куток з іконами

До складу музейного комплексу входять зали, де експонуються зразки народної творчості та побуту населення Слобідської України: вишивки, народні картини, одяг, меблі, музичні інструменти, вироби гончарів, різьбярів. В археологічному відділі — кістки, зуби мамонтів, скам'янілі дерева, черепашки, мінерали.
Окрасою музею, яка придає йому унікальність в Україні, є експозиція дитячої творчості. Основу експозиції становлять роботи вихованців Олександра Івановича Шевченка, керівника дитячої художньої студії «Синій птах», які були лауреатами багатьох міжнародних виставок у Празі, Софії, Парижі, Будапешті й Москві. Роботи студійців експонувались в багатьох містах України, відзначені медалями, дипломами, преміями.
У 1975 році студії присвоєно звання Народної. Художня студія підтримувала зв'язки з багатьма дитячими колективами різних країн світу, обмінюючись творчими здобутками. Зала з малюнками дітей цих країн становить окрему експозицію. Поруч з дитячими малюнками чарівні роботи їхнього вчителя, художника Олександра Івановича Шевченка. «Русалки», «Ікар», «Святі гори» можуть прикрасити будь-який музей, як і його жартівливі роботи, що ілюструють народні пісні «Била жінка мужика», «Ой на горі женці жнуть».
Неподалік від музею пам'ятка садово-паркової архітектури XIX ст. — маєток та парк поміщика О. Ф. Бантиша. На подвір'ї серед 300-літніх дубів та струнких тополь — будинок-флігель, в якому жив відомий письменник Григорій Данилевський, автор багатьох історичних романів. Поруч з парком річка Сухий Торець, озеро та хвойний ліс.

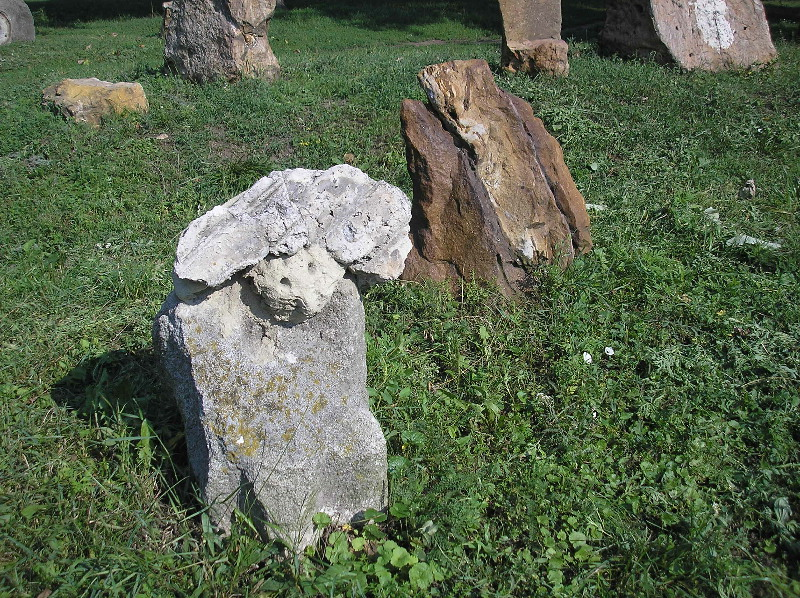
Юля і демон

Останнім часом біля музею виникла своєрідна експозиція з каменів, зібраних в околицях. Тут — «Внески народних депутатів у закордонні банки», «Леонід Кучма», «Хатинка Кравчука», «Юлія Тимошенко», позаду якої «Демон», тощо.
Донецьким обласним Товариством української мови та Українським культурологічним центром (Донецьк) знято відеофільм про Музей народної архітектури, побуту та дитячої творчості в селі Прелесне, який демонструвався на телеканалі УТ1.

## Адреса музею
- Адреса: 84161, с. Прилісне, Краматорський район, Донецька область.
- Директор: Тишина Ірина Олександрівна.
- Часи роботи: з 9-00 до 16-30
- Вихідні дні: понеділок, вівторок

## Дитяча творчість
На території музею постійно організовуються та проводяться творчі фестивалі, народні обряди, відкриті уроки, фольклорні свята, пленери, різноманітні майстер класи.

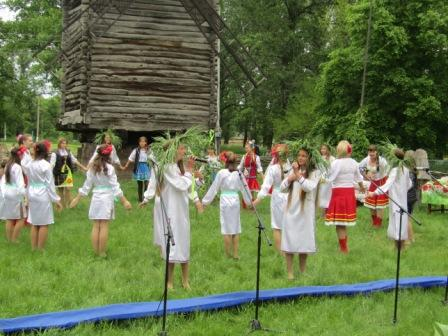
Фестиваль фольклорного мистецтва «Весняне намисто»

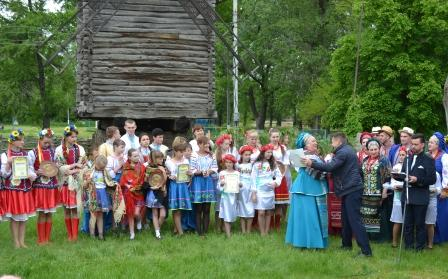
Весняне намисто

## Галерея

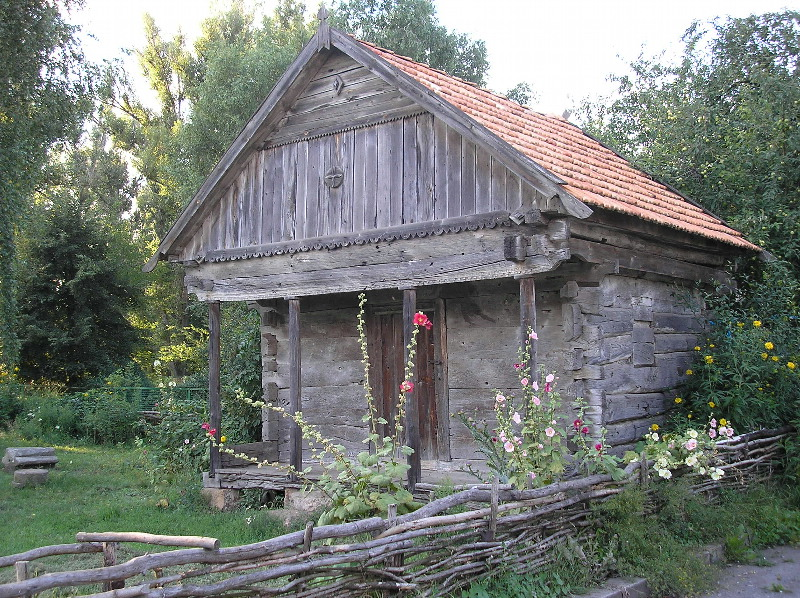
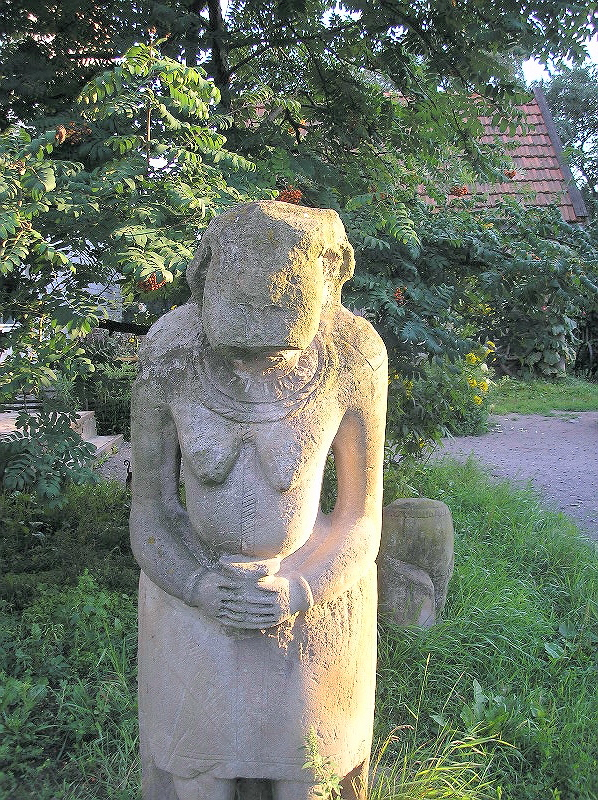
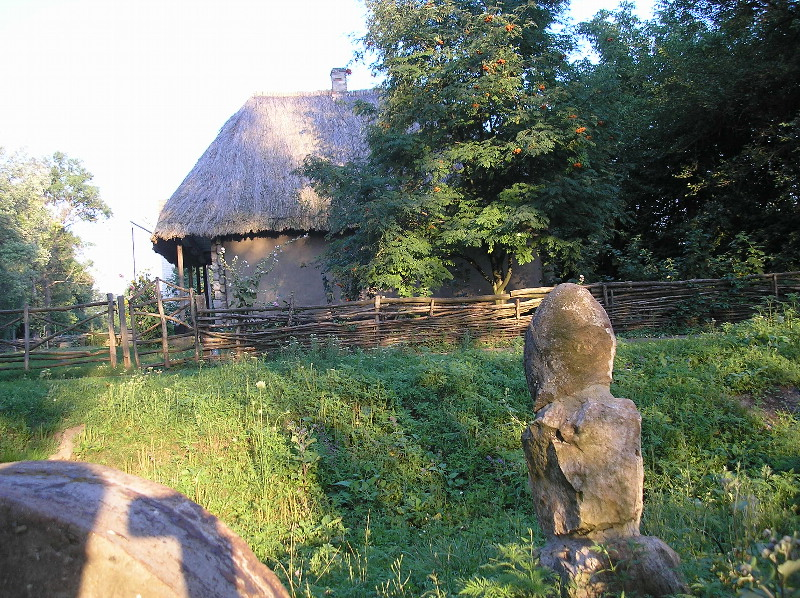
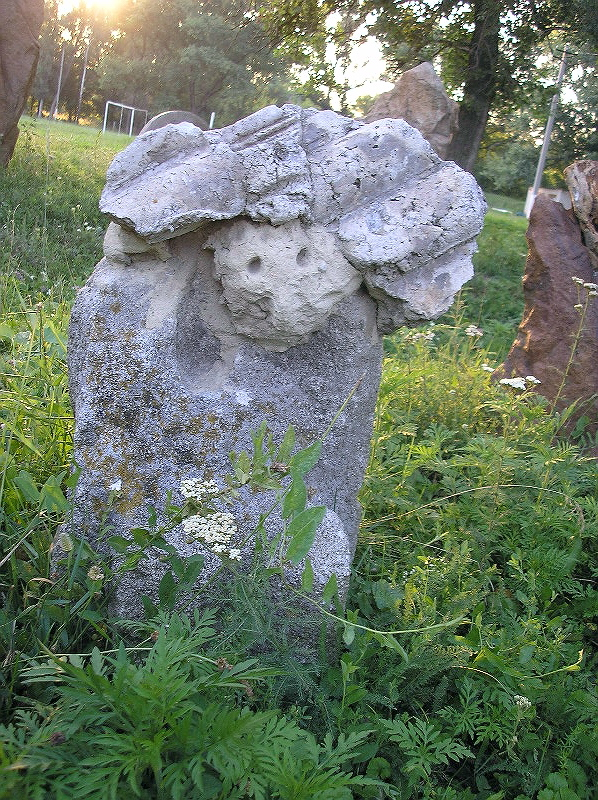
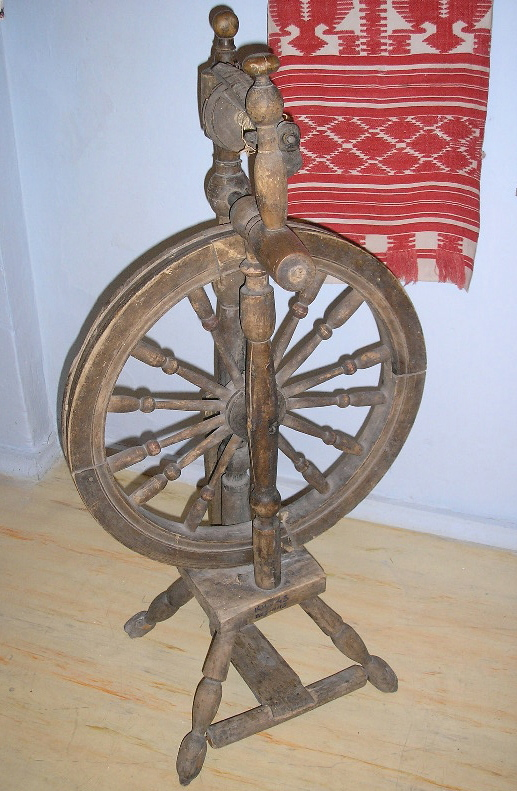
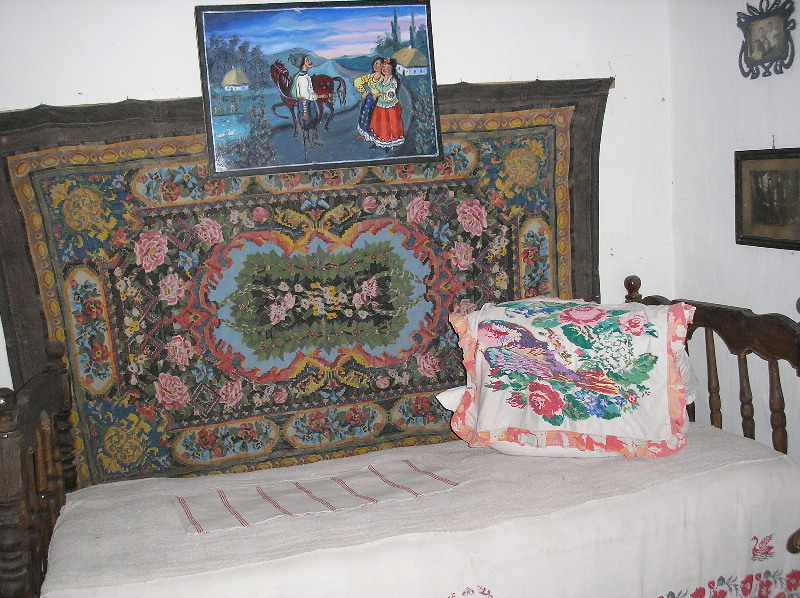
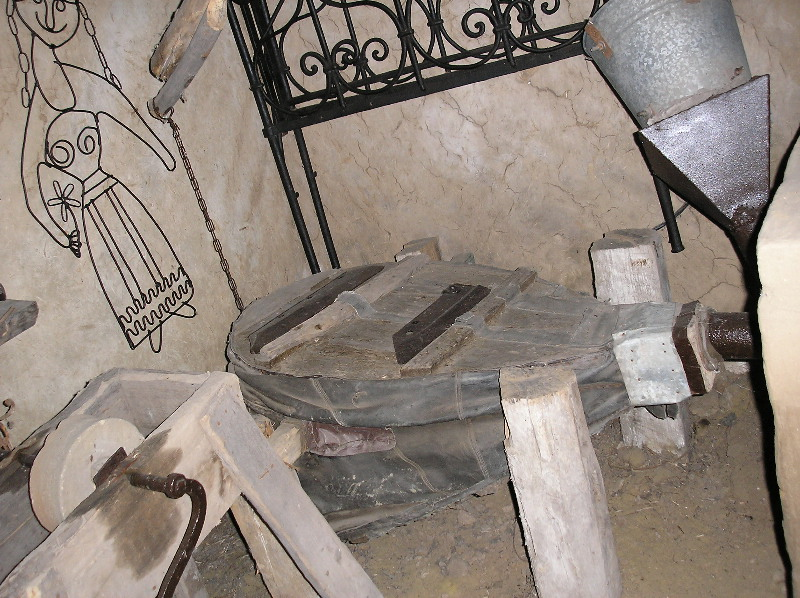
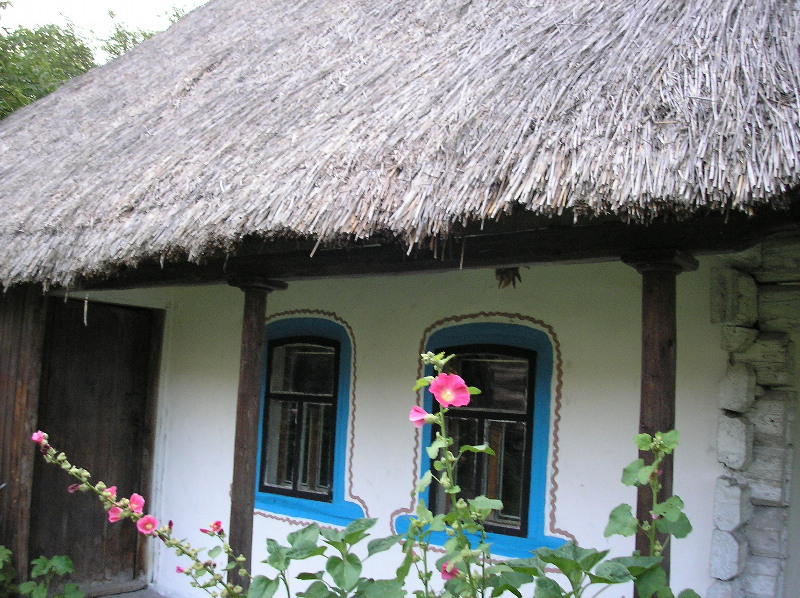